# Hair (bài hát của Lady Gaga)
"Hair" là bài hát của ca sĩ Lady Gaga, từ album phòng thu thứ hai của cô Born This Way (2011).

## Danh sách ca khúc và định dạng
- Tải kỹ thuật số[2]

1. "Hair" – 5:08

## Đội ngũ sản xuất
- Lady Gaga – nhạc sĩ, nhà sản xuất, giọng hát chính
- RedOne – nhà sản xuất, chỉnh sửa, sắp xếp, giọng hát nền, âm thanh kỹ thuật, thiết bị
- Trevor muzzy – chỉnh sửa giọng hát, kỹ thuật âm thanh, guitar, pha trộn âm thanh tại Larabee, California
- Dave Russell – kỹ thuật âm thanh
- Gene Grimaldi – chủ âm thanh tại Burbank, California
- Clarence Clemons – saxophone

Những công đoạn sản xuất trên được lấy từ phần ghi chú nhỏ ở album.

## Xếp hạng
| Bảng xếp hạng (2011)             | Vị trí cao nhất |
| -------------------------------- | --------------- |
| Australian Singles Chart         | 20              |
| Belgian Singles Chart (Flanders) | 19              |
| Belgian Singles Chart (Wallonia) | 11              |
| Canadian Hot 100                 | 11              |
| Danish Singles Chart             | 29              |
| Finnish Downloads Chart          | 21              |
| French Singles Chart             | 16              |
| Irish Singles Chart              | 14              |
| Italian Singles Chart            | 5               |
| Netherlands Single Top 100       | 15              |
| New Zealand Singles Chart        | 9               |
| Norwegian Singles Chart          | 5               |
| Scottish Singles Chart           | 10              |
| South Korea Gaon Chart           | 21              |
| Spanish Singles Chart            | 9               |
| UK Singles Chart                 | 13              |
| Billboard Hot 100                | 12              |